# Groep Otten
Groep Otten, GO Realisme & Daadkracht, is een Nederlandse politieke partij die op 23 oktober 2019 werd opgericht. De partij ontstond uit de fractie-Otten, die in juli 2019 in de Eerste Kamer ontstaan was toen Henk Otten uit de partij Forum voor Democratie (FVD) was gezet en verder ging als onafhankelijk Kamerlid.
De partij is nooit direct verkozen, maar ze heeft in de periode 2019-2023 wel de steun gehad van een aantal Eerste Kamerleden, Statenleden in Noord-Holland, Zuid-Holland en Groningen, en een Europarlementariër. De Groep Otten was in juni 2020 gefuseerd met de Partij voor de Toekomst, maar gaat na het opstappen van Henk Krol weer verder onder de naam Groep Otten.

## Geschiedenis

### Interne conflicten binnen Forum voor Democratie
In korte tijd wist Forum voor Democratie bij de Tweede Kamerverkiezingen van 2017 twee zetels te behalen. Verdere inspanning leidde twee jaar later tot een overwinning bij de Provinciale Statenverkiezingen 2019. Toch slaagde de partij er alleen in Limburg in deel uit te maken van een provinciaal bestuurscollege. Sommigen weten deze uitsluiting uit vrijwel elk college aan de houding van partijleider Thierry Baudet. Zijn eerdere uitspraken over maatschappelijke thema's werden door velen als racistisch, vrouwonvriendelijk en extreemrechts beschouwd. Daarbij leidde een aantal tweets ook tot veel ophef.
Op 19 april 2019 stapte mede-oprichter Otten, die tot dan grotendeels achter de schermen voor de partij werkte, naar voren in een interview met het NRC Handelsblad. Hij uitte hierin kritiek op de koers van de partij en de gedragingen van Baudet. "Baudet moet onze mensen niet nodeloos in de wind zetten. Het is misschien leuk om een gewaagde uitspraak te doen, maar we zijn nu een grote partij. Hij gaat over zijn eigen woorden, maar woorden hebben consequenties. Je hebt verantwoordelijkheid voor andere mensen. Het is de vraag of je een politieke partij moet gebruiken als vehikel voor academische debatten die je zelf leuk vindt. Ik vind van niet." De partijleider was not amused dat deze kritiek naar buiten kwam.
Twee van de drie bestuursleden van de partij, Baudet en Rob Rooken, beschuldigden Otten van financiële malversaties en bestuurlijk wangedrag. Otten trad vervolgens af als bestuurslid op verzoek van de twee andere bestuursleden. In de nasleep van dit conflict besloten de kandidaat-Eerste Kamerleden van FVD unaniem dat Otten niet langer de beoogde fractievoorzitter in de Eerste Kamer kon zijn. Dit zou Paul Cliteur worden, met wie Otten en tien andere FVD'ers de Eerste Kamer binnentrad.
Wegens verdenkingen van financiële malversaties werd Otten op 24 juli 2019 geroyeerd door het partijbestuur. In deze periode zocht Otten zijn gelijk via de media en deed de beschuldigingen aan zijn adres af als smaad en laster, waarvan Otten aangifte zei te gaan doen. De onenigheid ontstond door meningsverschillen over de koers van de partij, aldus Otten. In Nieuwsuur liet Otten voor het eerst zijn verdere politieke aspiraties doorschemeren door aan te geven wellicht een eigen partij op te richten. Forum voor Democratie verklaarde dat Otten het dubbele salaris dat hij zichzelf in 2018 en 2019 uitkeerde terugbetaald had. Tot januari 2020 werd in totaal meer dan €50.000 euro van Otten teruggevorderd.

### Oprichting van Groep Otten
Op 20 augustus 2019 sloten voormalig partijwoordvoerder Jeroen de Vries en Dorien Rookmaker zich bij hem aan als Eerste Kamerleden. Het Noord-Hollands Statenlid Robert Baljeu koos ook de kant van Otten. In een interview met de NOS sprak Otten de verwachting uit dat meer FVD-leden de overstap naar hem zouden maken. Op 1 september dat jaar volgde het Zuid-Hollandse Statenlid Caroline Persenaire. Op 23 oktober 2019 werd formeel de politieke partij Groep Otten opgericht. Conform het reglement van het Nederlandse parlement bleven Otten, Rookmaker en De Vries in de Eerste Kamer zich echter als groep de fractie-Otten noemen.
Doordat het Verenigd Koninkrijk per 1 februari 2020 de EU verliet, kreeg FVD in het Europees Parlement een zetel bij de drie die het al had. Omdat Dorien Rookmaker als vierde op de FVD-kandidatenlijst had gestaan, kreeg zij als eerste rechthebbende de zetel toebedeeld. Zij nam de zetel niet als FVD-vertegenwoordiger in maar namens Groep Otten. Ze splitste zich later af van Groep Otten, en ging tijdelijk verder als onafhankelijk lid in het Europees Parlement. In 2021 richtte ze haar eigen partij op: Meer Directe Democratie. Ze sloot zich aan bij de ECH-fractie in het Europees Parlement. De zetel in de Eerste Kamer werd vervolgens ingenomen door een FVD-lid.

### Fusieplannen
Op 29 juni 2020 werd bekendgemaakt dat GO ging fuseren met de Partij voor de Toekomst met Henk Krol als lijsttrekker bij de Tweede Kamerverkiezingen en Otten als voorzitter van deze partij. Het idee achter de fusie was dat de kiezer niet zou zitten te wachten op allerlei splinterpartijtjes, aldus Otten. Nadat Krol echter op 18 oktober de partij weer verlaten had, werd de naam Groep Otten weer gebruikt.

### Verkiezingen
Groep Otten werd op 15 januari 2020 geregistreerd door de Kiesraad voor Tweede Kamerverkiezingen. De partij deed echter niet mee aan de verkiezingen in maart 2021.
De partij deed in maart 2022 wel mee aan de gemeenteraadsverkiezing in Amsterdam. Met Otten als lijsttrekker en Robert Baljeu als nummer twee haalde de partij 219 stemmen (0,07%).
De partij deed niet mee aan de Provinciale Staten- en Eerste Kamerverkiezingen van 2023, waardoor Otten en De Vries hun zetel verloren. De belangrijkste reden dat de partij niet meedeed is de verdergaande versplintering van de Eerste Kamer. Volgens Otten zet een partij van één of twee zetels geen zoden aan de dijk, dus kan de partij beter niet meedoen, in plaats van voor meer fragmentatie te zorgen.